# Pangcun (köping i Kina, lat 34,63, long 112,65)
Pangcun (kinesiska: 庞村, 庞村镇) är en köping i Kina. Den ligger i provinsen Henan, i den centrala delen av landet, omkring 93 kilometer väster om provinshuvudstaden Zhengzhou. Antalet invånare är 37 396. Befolkningen består av 18 388 kvinnor och 19 008 män. Barn under 15 år utgör 19,0 %, vuxna 15-64 år 73 %, och äldre över 65 år 7,0 %.
Genomsnittlig årsnederbörd är 666 millimeter. Den regnigaste månaden är juli, med i genomsnitt 134 mm nederbörd, och den torraste är december, med 7 mm nederbörd.